# Torre del Blauen

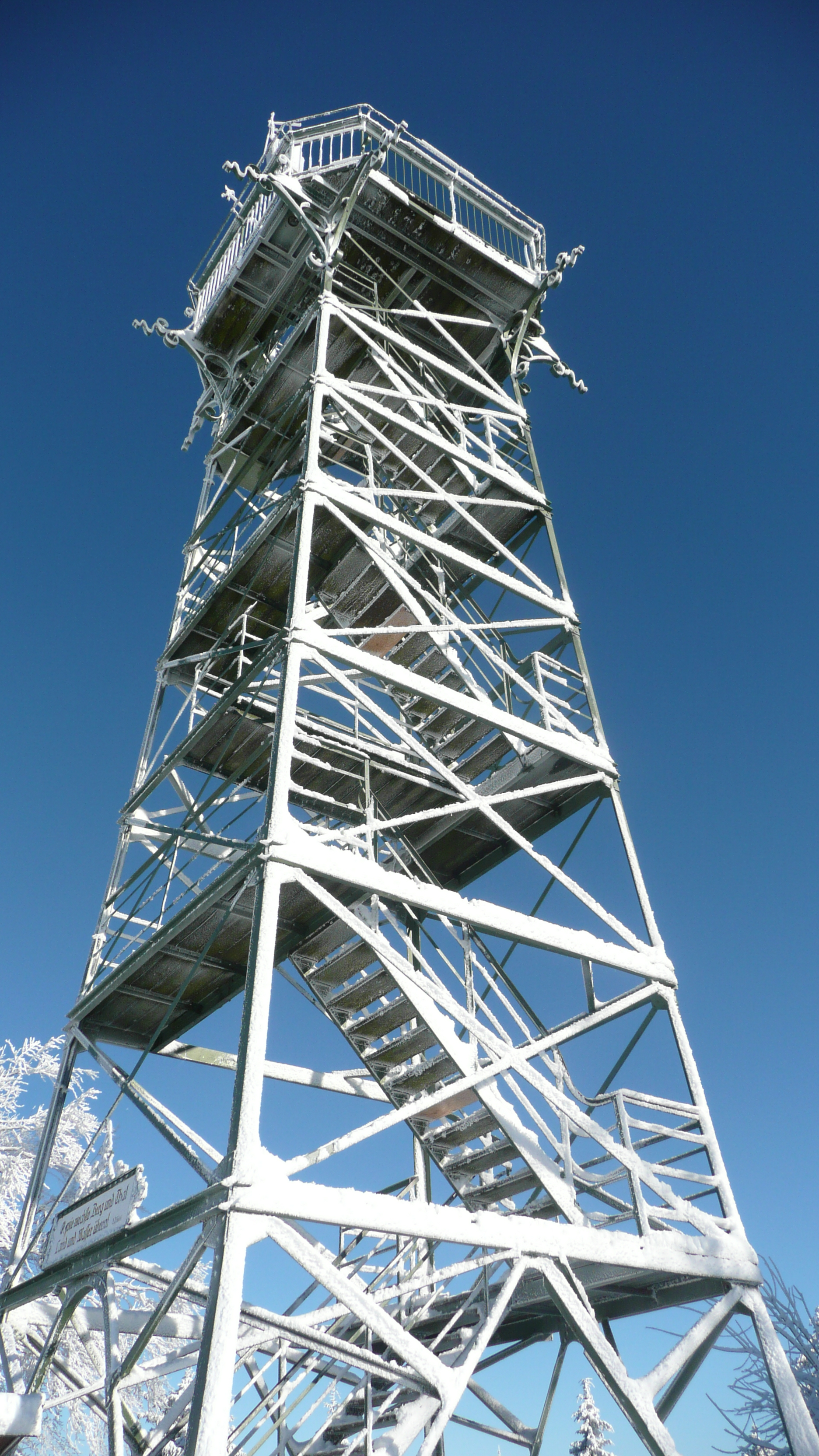
Torre del Blauen

La Torre del Blauen (en alemán: Blauenturm) es una torre de observación sobre la cumbre del Blauen a una distancia de 6 km aproximadamente al sureste de Badenweiler en Baden-Wurtemberg, Alemania. Es una torre de observación de armazón de acero de una altura de 17 metros, que fue construida en 1895.